# Mistrzostwa Europy w Lekkoatletyce 1954
V Mistrzostwa Europy w Lekkoatletyce rozgrywane były w dniach 25–29 sierpnia 1954 w Bernie, na stadionie Neufeld.

## Klasyfikacja medalowa
| Lp. | Konkurencja     | Złoto | Srebro | Brąz | Razem |
| --- | --------------- | ----- | ------ | ---- | ----- |
| 1.  | ZSRR            | 16    | 11     | 8    | 35    |
| 2.  | Czechosłowacja  | 4     | 2      | 5    | 11    |
| 3.  | Węgry           | 4     | 1      | 4    | 9     |
| 4.  | Wielka Brytania | 3     | 4      | 7    | 14    |
| 5.  | RFN             | 2     | 4      | 3    | 9     |
| 6.  | Finlandia       | 2     | 3      | 4    | 9     |
| 7.  | Szwecja         | 1     | 3      | –    | 4     |
| 8.  | Francja         | 1     | 1      | 1    | 3     |
| 8.  | Polska          | 1     | 1      | 1    | 3     |
| 8.  | Włochy          | 1     | 1      | 1    | 3     |
| 11. | Belgia          | –     | 1      | –    | 1     |
| 11. | Dania           | –     | 1      | –    | 1     |
| 11. | Holandia        | –     | 1      | –    | 1     |
| 11. | Rumunia         | –     | 1      | –    | 1     |
| 11. | Norwegia        | –     | –      | 2    | 2     |

## Wyniki

### Mężczyźni

#### Konkurencje biegowe
| Konkurencja                               | Złoto                                                                                       | Złoto      | Srebro                                                                       | Srebro  | Brąz                                                                     | Brąz    |
| ----------------------------------------- | ------------------------------------------------------------------------------------------- | ---------- | ---------------------------------------------------------------------------- | ------- | ------------------------------------------------------------------------ | ------- |
| Bieg na 100 m (szczegóły)                 | Heinz Fütterer · RFN                                                                        | 10,5       | René Bonino · Francja                                                        | 10,6    | George Ellis · Wielka Brytania                                           | 10,7    |
| Bieg na 200 m (szczegóły)                 | Heinz Fütterer · RFN                                                                        | 20,9 CR    | Ardalion Ignatjew · ZSRR                                                     | 21,1    | George Ellis · Wielka Brytania                                           | 21,2    |
| Bieg na 400 m (szczegóły)                 | Ardalion Ignatjew · ZSRR                                                                    | 46,6 CR    | Voitto Hellsten · Finlandia                                                  | 47,0    | Zoltán Adamik · Węgry                                                    | 47,6    |
| Bieg na 800 m (szczegóły)                 | Lajos Szentgáli · Węgry                                                                     | 1:47,1     | Lucien De Muynck · Belgia                                                    | 1:47,3  | Audun Boysen · Norwegia                                                  | 1:47,4  |
| Bieg na 1500 m (szczegóły)                | Roger Bannister · Wielka Brytania                                                           | 3:43,8 CR  | Gunnar Nielsen · Dania                                                       | 3:44,4  | Stanislav Jungwirth · Czechosłowacja                                     | 3:45,4  |
| Bieg na 5000 m (szczegóły)                | Wołodymyr Kuc · ZSRR                                                                        | 13:56,6 WR | Christopher Chataway · Wielka Brytania                                       | 13:56,6 | Emil Zátopek · Czechosłowacja                                            | 14:10,2 |
| Bieg na 10 000 m (szczegóły)              | Emil Zátopek · Czechosłowacja                                                               | 28:58,0 CR | József Kovács · Węgry                                                        | 29:25,8 | Frank Sando · Wielka Brytania                                            | 29:27,6 |
| Maraton (szczegóły)                       | Veikko Karvonen · Finlandia                                                                 | 2:24:52    | Boris Griszajew · ZSRR                                                       | 2:24:56 | Iwan Filin · ZSRR                                                        | 2:25:27 |
| Bieg na 110 m przez płotki (szczegóły)    | Jewhen Bułanczyk · ZSRR                                                                     | 14,4       | Jack Parker · Wielka Brytania                                                | 14,6    | Bert Steines · RFN                                                       | 14,7    |
| Bieg na 400 m przez płotki (szczegóły)    | Anatolij Julin · ZSRR                                                                       | 50,5 CR    | Jurij Litujew · ZSRR                                                         | 50,8    | Ossi Mildh · Finlandia                                                   | 51,5    |
| Bieg na 3000 m z przeszkodami (szczegóły) | Sándor Rozsnyói · Węgry                                                                     | 8:49,6 WR  | Olavi Rinteenpää · Finlandia                                                 | 8:52,4  | Ernst Larsen · Norwegia                                                  | 8:53,2  |
| Sztafeta 4 × 100 m (szczegóły)            | Węgry · László Zarándi · Géza Varasdi · György Csányi · Béla Goldoványi                     | 40,6 CR    | Wielka Brytania · Kenneth Box · George Ellis · Kenneth Jones · Brian Shenton | 40,8    | ZSRR · Boris Tokariew · Wiktor Riabow · Lewan Sanadze · Łeonid Barteniew | 40,9    |
| Sztafeta 4 × 400 m (szczegóły)            | Francja · Pierre Haarhoff · Jacques Degats · Jean-Paul Martin du Gard · Jean-Pierre Goudeau | 3:08,7 CR  | RFN · Hans Geister · Helmut Dreher · Heinz Ulzheimer · Karl-Friedrich Haas   | 3:08,8  | Finlandia · Ragnar Graeffe · Ossi Mildh · Rolf Back · Voitto Hellsten    | 3:11,5  |
| Chód na 10 000 m (szczegóły)              | Josef Doležal · Czechosłowacja                                                              | 45:01,8    | Anatolij Jegorow · ZSRR                                                      | 45:53,0 | Siergiej Łobastow · ZSRR                                                 | 45:53,0 |
| Chód na 50 km (szczegóły)                 | Władimir Uchow · ZSRR                                                                       | 4:22:11    | Josef Doležal · Czechosłowacja                                               | 4:25:07 | Antal Róka · Węgry                                                       | 4:31:32 |

#### Konkurencje techniczne
| Konkurencja                | Złoto                        | Złoto    | Srebro                         | Srebro | Brąz                                                         | Brąz  |
| -------------------------- | ---------------------------- | -------- | ------------------------------ | ------ | ------------------------------------------------------------ | ----- |
| Skok wzwyż (szczegóły)     | Bengt Nilsson · Szwecja      | 2,02 CR  | Jiří Lanský · Czechosłowacja   | 1,98   | Jaroslav Kovář · Czechosłowacja                              | 1,96  |
| Skok o tyczce (szczegóły)  | Eeles Landström · Finlandia  | 4,40 CR  | Ragnar Lundberg · Szwecja      | 4,40   | Geoff Elliott · Wielka Brytania · Jukka Piironen · Finlandia | 4,30  |
| Skok w dal (szczegóły)     | Ödön Földessy · Węgry        | 7,51     | Zbigniew Iwański · Polska      | 7,46   | Ernest Wanko · Francja                                       | 7,41  |
| Trójskok (szczegóły)       | Leonid Szczerbakow · ZSRR    | 15,90 CR | Roger Norman · Szwecja         | 15,17  | Martin Řehák · Czechosłowacja                                | 15,10 |
| Pchnięcie kulą (szczegóły) | Jiří Skobla · Czechosłowacja | 17,20 CR | Oto Grigalka · ZSRR            | 16,69  | Heino Heinaste · ZSRR                                        | 16,27 |
| Rzut dyskiem (szczegóły)   | Adolfo Consolini · Włochy    | 53,44    | Giuseppe Tosi · Włochy         | 53,34  | József Szécsényi · Węgry                                     | 51,58 |
| Rzut młotem (szczegóły)    | Michaił Kriwonosow · ZSRR    | 63,34 WR | Sverre Strandli · Norwegia     | 61,08  | József Csermák · Węgry                                       | 59,72 |
| Rzut oszczepem (szczegóły) | Janusz Sidło · Polska        | 76,35    | Władimir Kuzniecow · ZSRR      | 74,61  | Soini Nikkinen · Finlandia                                   | 73,38 |
| Dziesięciobój (szczegóły)  | Wasilij Kuzniecow · ZSRR     | 6881 CR  | Torbjörn Lassenius · Finlandia | 6676   | Heinz Oberbeck · RFN                                         | 6531  |

### Kobiety

#### Konkurencje biegowe
| Konkurencja                           | Złoto                                                                | Złoto   | Srebro                                                                 | Srebro | Brąz                                                                      | Brąz   |
| ------------------------------------- | -------------------------------------------------------------------- | ------- | ---------------------------------------------------------------------- | ------ | ------------------------------------------------------------------------- | ------ |
| Bieg na 100 m (szczegóły)             | Irina Turowa · ZSRR                                                  | 11,8    | Bertha van Duyne-Brouwer · Holandia                                    | 11,9   | Anne Pashley · Wielka Brytania                                            | 11,9   |
| Bieg na 200 m (szczegóły)             | Marija Itkina · ZSRR                                                 | 24,3    | Irina Turowa · ZSRR                                                    | 24,4   | Shirley Hampton · Wielka Brytania                                         | 24,4   |
| Bieg na 800 m (szczegóły)             | Nina Otkalenko · ZSRR                                                | 2:08,8  | Diane Leather · Wielka Brytania                                        | 2:09,8 | Ludmiła Łysenko · ZSRR                                                    | 2:11,2 |
| Bieg na 80 m przez płotki (szczegóły) | Maria Gołubnicza · ZSRR                                              | 11,0 CR | Anneliese Seonbuchner · RFN                                            | 11,2   | Pam Seaborne · Wielka Brytania                                            | 11,3   |
| Sztafeta 4 × 100 m (szczegóły)        | ZSRR · Wira Krepkina · Rimma Ulitkina · Marija Itkina · Irina Turowa | 45,8 ER | RFN · Irmgard Egert · Charlotte Böhmer · Irene Brütting · Maria Sander | 46,3   | Włochy · Maria Musso · Giuseppina Leone · Letizia Bertoni · Milena Greppi | 46,6   |

#### Konkurencje techniczne
| Konkurencja                | Złoto                            | Złoto    | Srebro                    | Srebro | Brąz                             | Brąz  |
| -------------------------- | -------------------------------- | -------- | ------------------------- | ------ | -------------------------------- | ----- |
| Skok wzwyż (szczegóły)     | Thelma Hopkins · Wielka Brytania | 1,67 CR  | Iolanda Balaș · Rumunia   | 1,65   | Olga Modrachová · Czechosłowacja | 1,63  |
| Skok w dal (szczegóły)     | Jean Desforges · Wielka Brytania | 6,04 CR  | Aleksandra Czudina · ZSRR | 5,93   | Elżbieta Duńska · Polska         | 5,83  |
| Pchnięcie kulą (szczegóły) | Galina Zybina · ZSRR             | 15,65 CR | Marija Kuzniecowa · ZSRR  | 14,99  | Tamara Tyszkiewicz · ZSRR        | 14,78 |
| Rzut dyskiem (szczegóły)   | Nina Ponomariowa · ZSRR          | 48,02 CR | Irina Bieglakowa · ZSRR   | 45,79  | Galina Zybina · ZSRR             | 44,77 |
| Rzut oszczepem (szczegóły) | Dana Zátopková · Czechosłowacja  | 52,91 CR | Virve Roolaid · ZSRR      | 49,94  | Nadieżda Koniajewa · ZSRR        | 49,49 |
| Pięciobój (szczegóły)      | Aleksandra Czudina · ZSRR        | 4020 CR  | Maria Sander · RFN        | 3978   | Maria Sturm · RFN                | 3860  |

## Objaśnienia skrótów
WR – rekord świata
ER – rekord Europy
CR – rekord mistrzostw Europy